# Eudorella dentata
Eudorella dentata är en kräftdjursart som beskrevs av Lomakina 1955. Eudorella dentata ingår i släktet Eudorella och familjen Leuconidae. Inga underarter finns listade i Catalogue of Life.